# Asako Takakura
Asako Takakura (en japonés: 高倉 麻子 Takakura Asako) (19 de abril de 1968, Fukushima, Japón) es una exfutbolista y actual entrenadora japonesa. Dirigió la Selección Femenina Japonesa de 2016 a 2021. Actualmente se desempeña como entrenadora del Shanghai Women FC de la Superliga Femenina de China.
Esta casada con el también exfutbolista y actual entrenador de fútbol Kazuhiko Takemoto.

## Biografía
Takakura nació en Fukushima el 19 de abril de 1968. En 1985, se unió a Yomiuri Beleza. El club ganó el título L.League durante 4 años consecutivos (1990 - 1993). Fue elegida MVP Awards en las temporadas 1992 y 1993. También fue elegida Best Eleven 7 veces (1989, 1991, 1992, 1993, 1994, 1997 y 1998). En 1999, su esposo Kazuhiko Takemoto se mudó a Gamba Osaka. Entonces, ella se mudó a Matsushita Electric Panasonic Bambina, (luego Speranza FC Takatsuki) con sede en Osaka. En el 2000, se mudó al club de la Liga Premier de Fútbol Femenina de los Diablos Rojos de Silicon Valley. En 2001, ella regresó a Speranza FC Takatsuki. A finales de la temporada 2004, se retiró de la carrera de jugador. Jugó 226 juegos en L.League.